# Шугнанский район

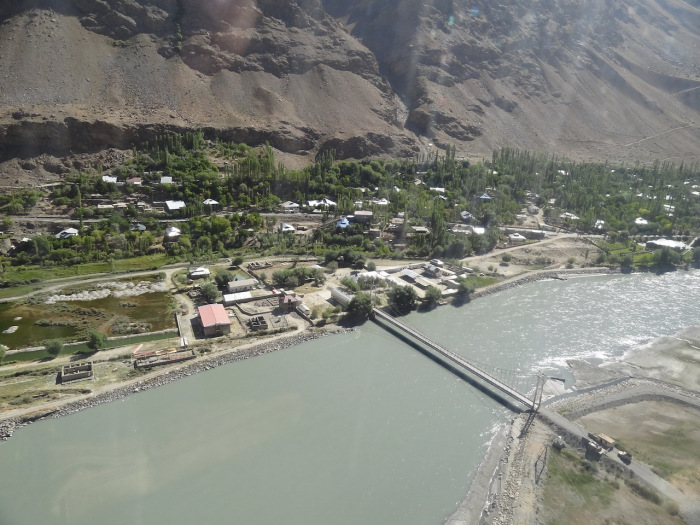
Мост дружбы между Афганистаном и Таджикистаном в Шугнанском районе

Шугна́нский район (тадж. Ноҳияи Шуғнон, шугн. Xuɣ̌nůn noiya) — административный район в составе Горно-Бадахшанской автономной области Республики Таджикистан.
Образован 27 октября 1932 года согласно решению бюро Горно-Бадахшанского областного комитета Компартии Таджикистана от 25 августа 1932 года «О проведении районирования».
Районный центр с 2009 года — село Миденшор (тадж. Миденшор) Поршиневского джамоата (сельского поселения), которое в 2012 году было переименовано в посёлок Вахдат (тадж. Ваҳдат), однако по состоянию на 1 января 2022 года статистическая служба при президенте Таджикистана посёлков в Шугнанском районе по прежнему не выделяет. До 2009 года районным центром был город Хорог.

## Этимология
Топоним «Шугнан» (тадж. Шуғнон) является персидским (перс. شغنان‎) вариантом шугн. «Xuɣ̌nůn», который восходит к др.-перс. «*xwašna-» со значением «хороший; приятный». Существует также мнение, что название «Шугнан» в своем корне связано с древними племенами саков, обитавших в горных долинах Вахана в VII—II вв. до н. э. («Шугнан» буквально «страна саков»). В средневековых источниках Шугнан упоминается в форме Шикинан (араб. شقنان‎) или Шикина (араб. شقینه‎). Ибн-Хаукаль дает чтение «Шикнийа» (араб. شقنیه‎). Современный вариант — «Шугнан» (перс. شغنان‎) — впервые приводится в «Шахнаме» Абулькасима Фирдоуси.

## Население
Население по оценке на 1 января 2022 года составляет 39 500 человек (100 % — сельское).
| Численность населения | Численность населения | Численность населения | Численность населения | Численность населения | Численность населения |
| 1939                  | 2015                  | 2019                  | 2020                  | 2021                  | 2022                  |
| --------------------- | --------------------- | --------------------- | --------------------- | --------------------- | --------------------- |
| 10 194                | ↗35 800               | ↗37 700               | ↗38 000               | ↗39 200               | ↗39500                |

## Административное деление
В состав Шугнанского района входят 7 сельских общин:
| Административное деление Шугнанского района |                |           |
| Сельская община (тадж. Ҷамоат)              | Количество сёл | Население |
| Ванкала                                     | 15             | 5165      |
| Вер                                         | 7              | 4690      |
| Дарморахт                                   | 5              | 2588      |
| Навабад                                     | 8              | 5772      |
| Поршинев                                    | 9              | 7430      |
| Сохчарв                                     | 6              | 2452      |
| Сучан                                       | 13             | 7344      |

## История
Первые жители на территории Памира появились уже в каменном веке. В конце эпохи бронзы произошло заселение Памира сначала протоиндийскими племенами, а затем и древними иранцами, причем языки и верования этих пришельцев наложились на местные субстратные неиндоевропейские языки. В результате на Памире образовалась группа восточноиранских языков.
В VII—II вв. до н. э. Памир населяли племена, известные в письменных источниках как саки. С их названием связан экзоним «Шугнан», буквально означающий «страна саков».
Территория современного Шугнана входила в состав Империи Ахеменидов (VI—IV в. до н. э.).
В III—II вв. до н. э. население Шугнана находилось в зависимости от Греко-Бактрийского царства, в I—III вв. н. э. —- от Кушанского царства, в IV—VI вв. —- от Эфталитского государства. Вслед за разгромом эфталитов от Западно-Тюркского каганата в VI в. Шугнан номинально подчиняется тюркским правителям.
Во второй половине VII в. Шугнан оказывается в номинальной зависимости от китайской Танской империи.
В последние десятилетия VIII в. Шугнан покоряется арабами-мусульманами, в IX в. находился в зависимости от Тахиридов, в X в. входит в состав государства Саманидов, в XI—XII вв. был включен в состав государств Газневидов, а затем Гуридов, но и тогда зависимость Шугнана от центральных властей была номинальной.
В XIII в. Шугнан, как и все таджикские земли, оказался под властью монгольских завоевателей, а в XIV—XV вв. — тимуридских правителей.
В середине XVIII в. Шугнан был центром сопротивления правителям Бадахшана.
В 1873 афганский правитель Бадахшана вынудил Юсуфа Али Хана платить ежегодную дань афганскому правительству, а в 1883 афганские войска оккупировали Шугнан и Рошан, таким образом приведя эти территории под прямое управление эмира Афганистана.
Правобережный Шугнан, согласно русско-английскому договору от 2 февраля (11 марта) 1895, передан Бухаре вместо части Дарваза, лежащей на левом берегу Пянджа (Аму-Дарьи).
В настоящее время территория исторической области Шугнан разделена на две части: правобережный Шугнан относится к Таджикистану, а левобережный — к Афганистану.